# Caj Jing-ven
Caj Jing-ven (eredetileg: 蔡英文, tajvani latin betűs átírása szerint: Tsai Ing-wen, 1956. augusztus 31. – ), a Kínai Köztársaság (Tajvan) elnöke 2016 és 2024 között, az ország első női vezetője.